# Owaneco (Illinois)
Owaneco es una villa ubicada en el condado de Christian en el estado estadounidense de Illinois. En el Censo de 2010 tenía una población de 239 habitantes y una densidad poblacional de 201,48 personas por km².

## Geografía
Owaneco se encuentra ubicada en las coordenadas 39°28′53″N 89°11′42″O / 39.48139, -89.19500. Según la Oficina del Censo de los Estados Unidos, Owaneco tiene una superficie total de 1.19 km², de la cual 1.19 km² corresponden a tierra firme y (0%) 0 km² es agua.

## Demografía
Según el censo de 2010, había 239 personas residiendo en Owaneco. La densidad de población era de 201,48 hab./km². De los 239 habitantes, Owaneco estaba compuesto por el 98.33% blancos, el 0% eran afroamericanos, el 0% eran amerindios, el 0% eran asiáticos, el 0% eran isleños del Pacífico, el 0.42% eran de otras razas y el 1.26% pertenecían a dos o más razas. Del total de la población el 0.42% eran hispanos o latinos de cualquier raza.